# Abies homolepis
Sapin de Nikko
Espèce
Classification phylogénétique
Statut de conservation UICN

 NT  : Quasi menacé
Abies homolepis, le Sapin de Nikko, est une espèce d'arbre de la famille des Pinaceae.
On le trouve à l'état naturel sur les versants humides et ombragés des montagnes du Japon, le plus souvent mélangé à des espèces comme le Mélèze du Japon ou le Hêtre japonais. Il résiste bien aux gelées et croît sur des terrains bien arrosés et drainés, jusqu'à plus de 2000 m d'altitude.
Il est lancé avec un houppier dense et régulier dans sa jeunesse, où il forme alors un cône parfait, et muni à maturité de cônes de grande taille effectivement légèrement coniques. Sa valeur esthétique majestueuse en fait un peu l'arbre national du Japon.
Il peut atteindre plus de 40 m de haut et s'est exporté de façon heureuse dans les parcs et jardins aux mêmes latitudes.